# Carlo De Nobili
Carlo De Nobili (1777 – 1831) è stato uno storico italiano.
Fu un nobile, sindaco, storico, scrittore e Cavaliere di Malta calabrese.

## La famiglia
Carlo De Nobili fu un esponente del ramo di Magliacane della famiglia De Nobili. Era il figlio di Felice De Nobili (1749, Catanzaro - 1816, Montalto Uffugo), 6º Barone di Magliacane e 1º Barone d’Amendola (situato sul territorio del comune di Belcastro) e di Chiara Cavalcanti di Cosenza. Sua sorella fu poetessa Giovanna De Nobili. Carlo De Nobili era anche un discendente diretto di Ottavio De Nobili (1628-1697).

## Biografia
Carlo De Nobili fu VII Barone di Magliacane alla morte del padre. Fu prima uno dei capi della Società economica catanzarese e anche suo Presidente per quasi un decennio, infatti, fu rieletto nel 1830 ma rifiutò l'incarico. Nel periodo francese, cioè quello napoleonico, fu nominato 1° Sindaco di Catanzaro. In seguito, ricopri anche le cariche di Consigliere di Intendenza, durante il periodo borbonico, e di Cavaliere di Malta.

## Moglie e figli
Sposo Maddalena Marincola (1782-1842) da cui:
- Felice De Nobili (1805-1806)
- Rosa De Nobili (1806-1875)
- Luigi De Nobili (1808-1841)
- Chiara De Nobili (1810-1860), moglie di Gioacchino Mottola
- Filippo De Nobili (1811-1863), 8º Barone di Magliacane, scrittore, marito di Giulia Marincola di San Calogero, ebbe per figlio Carlo De Nobili (1845-1908).
- Maria Teresa De Nobili (1814-1874), moglie di Carlo Marincola.
- Saveria De Nobili (1815-1902), moglie di Carlo Schipani.
- Maria Felicia De Nobili (1821-1831)

## Fonti e bibliografia
- Fondo De Nobili, Biblioteca Comunale Filippo De Nobili.
- Catanzaro: storia, cultura, economia, Fulvio Mazza, Rubbettino 1994 (Vedi qui).